# 赤木屋ホールディングス
赤木屋ホールディングス株式会社（あかきやホールディングス）は、嘗て東京都中央区に本社を置き、証券業および喫茶店経営を行っていた日本の企業。2012年12月25日迄は証券業が主な事業内容であった。

## 概要
1922年に創業、1935年から2012年まで日本橋で証券業を営んだ。

### 本社ビルの再開発と喫茶店の開業
本社ビルは2014年から始まる日本橋髙島屋周辺地域の再開発事業の影響で喫茶業の廃業後に取り壊された。取り壊しが始まるまでの期間限定営業ではあるが、2011年10月28日から2014年10月31日まで本社ビル内にカフェ「赤木屋珈琲」を出店していた。地下から地上2階までの3フロア構成となり、店舗面積は97坪、席数は94席。

### 証券業からの撤退
長引く証券不況を背景に経営が厳しくなり、2012年12月25日をもって証券業から撤退した。証券業からは撤退したが、会社そのものはその後も存続し、社名変更を行った上で上述の本社ビル取り壊しまでは『赤木屋珈琲』として経営、国内に数台しか存在しないアメリカ製の大型焙煎機を1200万円掛けて導入するなど、喫茶業に特化した営業をしていた。

## 喫茶業への進出
証券業とは全くの畑違いである喫茶店経営を後継事業に選んだのには理由がある。元々、証券業を経営していた当時から顧客を待たせてしまって申し訳ないという思いから、その待ち時間を利用して顧客に珈琲を振る舞うサービスを行っていた。これが喫茶業進出のルーツである。かねてより顧客に振る舞う珈琲の味が顧客たちの間で評判となっていた。証券業から撤退するにあたり、後継事業を如何するかという話になった際、社長が「取り壊し前の一時期だけでも、にぎわいのある場所に戻せないか」と社員に問うた時、同社の上田宗行常務取締役が同社の名物となっていた前述のサービス珈琲をヒントに喫茶店の営業を提案、開業に至った。

## 沿革
- 1922年（大正11年）8月 - 赤木屋として創業、少額債券の売買を開始。
- 1935年（昭和10年）4月 - 合資会社あかき屋、現在の日本橋角地に進出。
- 1937年（昭和12年）6月 - 株式会社に改組、株式会社赤木屋を設立。
- 1940年（昭和15年）6月 - 株式業務の認可を受ける。
- 1944年（昭和19年）10月 - 株式会社赤木屋証券店に商号変更。
- 1948年（昭和23年）9月 - 証券業者として登録。
- 1949年（昭和24年）
  - 2月 - ヤマタ証券株式会社に商号変更。
  - 4月 - 赤木屋証券株式会社に商号変更。
- 2011年（平成23年）10月28日 - 本社ビルの一角に喫茶店「赤木屋珈琲」が開業。
- 2012年(平成24年)
  - 12月25日 - 証券業から撤退。
  - 12月26日 - 赤木屋ホールディングス株式会社に商号変更。
- 2014年（平成26年）10月31日 赤木屋珈琲を閉店[2]。

## 今後
喫茶店廃業後、赤木屋ホールディングスは不動産業に専念すると発表したが、その後の続報は一切なく、会社そのものが存続しているのかどうかもはっきりせず、不明。
現在、本社ビルのあった東京都中央区日本橋2-7-1には東京日本橋タワーが新築され、飲食業として熟成魚場 福井県美浜町（日本橋本店）、タリーズコーヒー（OEDO日本橋店）、カステラ銀装（東京銀装本店）などが入居しているが、このうちカステラ銀装は赤木屋証券（赤木屋ホールディングス）の創業者一族である赤木家の者が経営している企業である。